# Domingo Matte Larraín
Domingo Matte Larraín; (Santiago, el 3 de septiembre de 1889 - Santiago, 1983). Hijo de Domingo Matte Pérez y Javiera Larraín Bulnes, nieta del Presidente don Manuel Bulnes y bisnieta del Presidente don Francisco Antonio Pinto.  Casado con María Inés Garcés Escalona.
Estudió en el "Deutsche Schule" y posteriormente en el Instituto Nacional. Ingresó a la Facultad de Ciencias Físicas y Matemáticas de la Universidad de Chile, donde se recibió de ingeniero civil el 27 de junio de 1912.
Se dedicó los primeros años al desarrollo de su profesión en trabajos de ingeniería como los canales de Buin, el proyecto de Tranque Cogotí (La Serena); construcción de plantas eléctricas como La Puntilla y Carmen. Participó de empresas privadas de las cuales llegó a ser jefe de ingenieros, como Manufacturera de Papeles y Cartones de Puente Alto, entre otras.

## Actividades públicas
- Militante del Partido Liberal desde 1912.
- Regidor de la Municipalidad de Santiago (1913-1915).
- Diputado por Valdivia y La Unión (1915-1918); integró la comisión permanente de Obras Públicas.
- Socio del Instituto de Ingenieros de Chile desde 1917.
- Director de la "Sociedad Renta Urbana Pasaje Matte" (1919).
- Conferencista sobre la "Crisis de Ferrocarriles del Estado", en el Instituto de Ingenieros de Chile (1920).
- Asesor Técnico de la "Sociedad Sederías Chile" (1921).
- Diputado por Valdivia y La Unión (1921-1924); figuró en la comisión permanente de Hacienda y la de Obras Públicas.

Tras el movimiento militar dirigido por el general Luis Altamirano que instaló una junta de gobierno el 11 de septiembre de 1924, derrocando el gobierno de Arturo Alessandri Palma, decide alejarse de la vida política para mantener su dominio empresarial. Prosiguió con las empresas familiares de ingeniería y la banca, pero en 1935 se diversificará explotando el Criadero Marruecos, de la firma "Matte y Valdés Ltda.", ingresando al mundo de la comercialización de carnes a nivel nacional y el extranjero.